# Ergasilus salmini
Ergasilus salmini is een eenoogkreeftjessoort uit de familie van de Ergasilidae. De wetenschappelijke naam van de soort is voor het eerst geldig gepubliceerd in 2008 door Thatcher & Brasil-Sato.